# Mortaise (menuiserie)
Pour les articles homonymes, voir Mortaise.

Le tenon est en bleu et la mortaise est en jaune.

Une mortaise est un trou souvent rectangulaire pratiqué ou aménagé dans une partie d'un assemblage pour recevoir un élément saillant d'une autre pièce de cet assemblage, le tenon. La position et le dessin de ces deux formes déterminent la résistance de l'assemblage pour deux pièces données d'une structure d'un certain matériau.
Dans les assemblages en bois, les mortaises se font au moyen du maillet et du bédane ou de l'ébauchoir, ou au moyen de la mortaiseuse. L'assemblage à tenon et à mortaise est un des plus courants en menuiserie et dans la charpente traditionnelle et permet de constituer un embrèvement.